# Беллин, Роберт
Роберт Беллин (англ. Robert Bellin; 30 июня 1952, Грейт-Ярмут) — английский шахматист, международный мастер (1978).
Чемпион Великобритании 1979 года.
В составе сборной Англии дважды участвовал на командных чемпионатах Европы (1977—1980). На 7-м чемпионате (1980) в Скара команда заняла 3-е место.
Женат на английской, ранее чехословацкой, шахматистке Яне Беллин.

## Книги
- Test Your Positional Play: How You Should Think In Chess в соавторстве с Pietro Ponzetto
- Mastering the King's Indian Defense (A Batsford Chess Book) в соавторстве с Pietro Ponzetto
- Winning With the Dutch (The Macmillan Chess Library)
- Understanding The King's Indian (Understanding The Openings) в соавторстве с Pietro Ponzetto
- Trompowski Opening and Torre Attack (The tournament player's repertoire of openings)
- Mastering the Modern Benoni and the Benko Gambit (Mastering the Openings) в соавторстве с Pietro Ponzetto
- London System Repertoire

## Изменения рейтинга
| Графики недоступны из-за технических проблем. См. информацию на Фабрикаторе и на mediawiki.org. |